# Coelogyne carinata
Coelogyne carinata é uma espécie de orquídea epífita, família Orchidaceae, originária de Sulawesi até as Ilhas Salomão.